# Белокопытник странный
Белокопы́тник стра́нный (лат. Petasítes paradóxus) — многолетнее травянистое растение из рода Белокопытник.

## Название
Синоним:
- Petasites niveus (Vill.) Baumg. — Белокопытник снежно-белый.

Названия на других языках: англ. Sweet Coltsfoot, нем. Alpen-Pestwurz, или Geröll-Pestwurz, Schnee-Pestwurz, Schneeweiße-Pestwurz, швед. Snöskråp.

## Распространение и описание
В природе растение распространено в Альпах, Пиренеях и на Балканах, встречается до высоты 2 700 м над уровнем моря. Растёт вдоль рек и ручьёв.
Соцветия розовые. Цветоносные побеги во время цветения имеют высоту 10—30 см; к моменту созревания семян вытягиваются до 60 см.
Черешки прикорневых листьев в молодом возрасте имеют пурпурный цвет; достигают длины в 100 см. Пластины листьев — цельные, обычно меньшего размера по сравнению с другими видами белокопытника, с нижней стороны — серебристые.
|  |  |  |  |

## Применение
См. раздел «Применение» в статье «Белокопытник».